# Rallus longirostris yumanensis
Rallus longirostris yumanensis is een ondersoort van de klapperral uit de familie van rallen.

## Verspreiding
De soort komt voor in zuidoostelijk Californië, zuidelijk Arizona en noordwestelijk Mexico.